# Кірибаті (народ)
Кіриба́ті — мікронезійський народ, корінне населення республіки Кірибаті. Ця назва — спотворене англійське «Gilbert» (Кірибаті були частиною британської колонії Островів Гілберта і Елліс, які географічно відносять до Полінезії). Самоназва — тунгару, імовірно на ім'я вищого полінезійського бога Тангароа. Загальна чисельність — 68 тис. чол., в тому числі в Кірибаті — 61 тис. Решта живуть у Вануату, Науру, Тувалу, на Соломонових Островах і Фіджі. Мова — кірибаті (гілбертська або тунгаруанська), мікронезійської групи. Антропологічно кірибаті — змішаного полінезійського-меланезійської типу. Близькі до банаба, мешканців острова Банаба (або Ошен). Релігія — католицизм і протестантизм.

## Господарство побут
Основні заняття — рибальство, полювання на акул, ручне землеробство. Головні культури — таро, ямс, маніок, панданус, кокосова пальма. З ремесел розвинені плетіння, різьблення по дереву, виготовлення човнів. Розвинене мореплавство. Житло (мвенга) — будується без стін, має двосхилий дах на стовпах.

## Суспільний лад
У суспільстві остров'ян виділялися стани: уеа (верховні вожді), тока, або інаомата (молодші вожді), аомата (землевласники), ранг (безземельні громадяни). Раніше були і раби з полонених (каунго, торо).

## Духовна культура
Традиційно кірибаті вірили в різних духів, в тому числі в духів предків. Черепа і скелети предків зберігали в пологових склепах. Легенди і міфи розповідали в основному про героїв тоа, мешканців вічної землі і прабатьківщини кірибаті, Матанга.